# La Neige et le Feu
Pour plus de détails, voir Fiche technique et Distribution.
La Neige et le Feu est un film français réalisé par Claude Pinoteau, sorti en 1991, qui a nécessité douze semaines de tournage (six l’été à Paris, six l’hiver en Franche-Comté) et qui n’a finalement « pas rencontré son public ».

## Synopsis
Entre la Libération de Paris fin août 1944 et la fin de la Seconde Guerre mondiale en mai 1945, il se passe 9 mois. Il faut aussi 9 mois pour mettre au monde un enfant. L'infirmière Christiane Mercier (incarnée par Géraldine Pailhas, César 1992 du Meilleur espoir féminin pour ce rôle) et le F.F.I. Michel Fournier (Matthieu Rozé) se rencontrent et s'aiment pendant les combats de la Libération à Paris. Christiane attend un enfant, qui naîtra en mai 1945, mais cet enfant ne connaîtra pas son père qui s'engage dans l'armée : il meurt début 1945. Un camarade de combat de son père, Jacques Sénéchal (Vincent Pérez), qui aimait aussi Christiane en août 1944, deviendra le père de remplacement après la guerre. Avant d'être camarades de combat, Jacques Sénéchal et Michel Fournier étaient amis d'enfance : ils ont grandi dans le même immeuble à Paris, le premier étant issu d'une famille bourgeoise (dont le père, qui a pris position pour la collaboration, est bientôt exécuté), le second étant le fils de la concierge.

## Contexte historique
Jacques Sénéchal et Michel Fournier quittent Paris peu après la libération de la ville pour s’engager avec la plupart de leurs camarades (à Lons-le-Saunier) dans le 1er régiment de chasseurs parachutistes, qui fait partie de la 1re division française libre.
Fin 1944, des scènes de combat sont représentées à Gerstheim et à Neunkirch (sur l’actuelle commune de Friesenheim), dans le Bas-Rhin, à une trentaine de kilomètres au sud de Strasbourg.
Le réveillon de Noël 1944 est fêté par les principaux personnages du film à Saverne. Les jeunes Sénéchal et Fournier passent le réveillon du Nouvel An au col du Bonhomme, dans le massif des Vosges.
Des combats sont ensuite représentés à Benfeld (10 janvier 1945), Rossfeld (12 janvier) et Obenheim (voir Poche de Colmar).
Les dernières scènes de combat sont situées à Jebsheim (Haut-Rhin), où sont morts de nombreux jeunes chasseurs. Pour les besoins du film, le village a été reconstitué pendant l’hiver 1990-1991 au camp militaire du Valdahon (Doubs).
Michel Fournier meurt le 2 février 1945 à Colmar, à la suite de l’explosion d’une mine dans une caserne que l’armée française vient de réoccuper.

## Anachronisme
Les drapeaux américains présents dans ce film portent 50 étoiles, alors qu'ils n'en avaient que 48 jusqu'en 1959 (Drapeau des États-Unis#/media/Fichier:Flag of the United States (1912-1959).svg)

## Fiche technique
- Réalisation : Claude Pinoteau
- Scénario : Claude Pinoteau, Jacques Pinoteau et Danièle Thompson
- Dialogues : Danièle Thompson
- Production : Alain Poiré
- Musique : Vladimir Cosma
- Chanson du film : La Neige et le feu, interprétée par Lara Fabian (paroles de Vline Buggy)
- Montage : Marie-Josèphe Yoyotte
- Son : Bernard Bats et Pascal d'Hueppe
- Décors : Jean-Claude Gallouin
- Costumes :   Agnès Nègre
- Bagarres réglées par Claude Carliez et son équipe
- Pays d'origine :  France
- Langue : français
- Format : couleurs - 35 mm
- Genre : drame
- Durée : 121 minutes[4]
- Date de sortie : 11 décembre 1991

## Distribution
- Vincent Perez : Jacques Sénéchal
- Géraldine Pailhas : Christiane Mercier
- Matthieu Rozé : Michel Fournier
- François Caron : Poupon
- Geneviève Mnich :  Mme Fournier
- Alexis Denisof : David
- Sylvie Audcoeur : Nadine
- Adam Henderson : Franck
- Joëlle Miquel : Suzanne
- Béatrice Agenin : Mme Sénéchal
- Frédéric Saurel : Petit-Jean
- Jean-Marie Rollin
- Philippe Loffredo
- Jean-Claude Lecas : Capitaine Cartier
- François Clavier
- Jean-Michel Fête
- Frédéric Pierrot : Raizin Bernard
- Nathalie Auffret
- Sheila O'Connor
- Azella
- Philippe Uchan
- Heimanu Taupua
- Réginald Huguenin
- Christian Pereira
- Cyril Aubin
- Jean-Marc Bled
- Joël Zaffarano
- Gabriel Le Doze
- Valérie Labro : Infirmière

## Autour du film
- Le film a été tourné aux Studios de Billancourt, et en extérieurs à Paris, Besançon, à Colmar et à Us.